# Banachscher Abbildungssatz
Der Banachsche Abbildungssatz ist ein nach dem polnischen Mathematiker Stefan Banach benannter mathematischer Lehrsatz aus dem Gebiet der Mengenlehre. Der Satz behandelt eine grundlegende Eigenschaft von Abbildungen. Er ist eng mit dem Cantor-Bernstein-Schröder-Theorem verknüpft.

## Formulierung des Satzes
Der Satz lässt sich wie folgt formulieren:
Gegeben seien Mengen   {\displaystyle M}  und  {\displaystyle N}  und dazu Abbildungen
  {\displaystyle {\phi }\colon \,M\to N}   und   {\displaystyle {\psi }\colon \,N\to M}.
Dabei sei   {\displaystyle {\phi }}   injektiv.

Dann existieren Mengen   {\displaystyle M_{1},M_{2},N_{1},N_{2}}   mit
 {\displaystyle M=M_{1}\cup M_{2}}  und  {\displaystyle M_{1}\cap M_{2}=\emptyset } 
sowie
 {\displaystyle N=N_{1}\cup N_{2}}  und  {\displaystyle N_{1}\cap N_{2}=\emptyset } 
derart, dass gilt:
 {\displaystyle {\phi }(M_{1})=N_{1}}  und  {\displaystyle {\psi }(N_{2})=M_{2}} 

## Verschärfung
Es lässt sich mit Hilfe des Fixpunktsatzes von Tarski und Knaster zeigen, dass die Behauptung des Satzes immer noch gilt, wenn die Injektivitätsbedingung für die Abbildung   {\displaystyle {\phi }\colon \,M\to N}   fallen gelassen wird.
Der Banachsche Abbildungssatz (verschärfte Version) lautet demnach folgendermaßen:
Gegeben seien Mengen    {\displaystyle M}  und    {\displaystyle N}  und dazu Abbildungen
{\displaystyle {\phi }\colon \,M\to N}   und   {\displaystyle {\psi }\colon \,N\to M}  .

Dann existieren Mengen   {\displaystyle M_{1},M_{2},N_{1},N_{2}}   mit
 {\displaystyle M=M_{1}\cup M_{2}}  und  {\displaystyle M_{1}\cap M_{2}=\emptyset } 
sowie
 {\displaystyle N=N_{1}\cup N_{2}}  und  {\displaystyle N_{1}\cap N_{2}=\emptyset } 
derart, dass gilt:
 {\displaystyle {\phi }(M_{1})=N_{1}}  und  {\displaystyle {\psi }(N_{2})=M_{2}} 

## Beweis (Verschärfung)
Betrachte die Abbildung {\displaystyle F:{\mathcal {P}}(M)\rightarrow {\mathcal {P}}(M)} mit {\displaystyle F(A):=M\setminus (\psi (N\setminus \phi (A)))}.
Da {\displaystyle F} monoton ist, besitzt {\displaystyle F} nach dem Fixpunktsatz von Tarski und Knaster einen Fixpunkt {\displaystyle M_{1}}. Es gilt also {\displaystyle M_{1}=M\setminus (\psi (N\setminus \phi (M_{1})))} beziehungsweise äquivalent hierzu
{\displaystyle M\setminus M_{1}=\psi (N\setminus \phi (M_{1}))}.
Wir setzen nun {\displaystyle M_{2}:=M\setminus M_{1}}, {\displaystyle N_{1}:=\phi (M_{1})} und {\displaystyle N_{2}:=N\setminus N_{1}}.
Hiermit erhalten wir wie gewünscht
{\displaystyle {\phi }(M_{1})=N_{1}} und {\displaystyle {\psi }(N_{2})=\psi (N\setminus \phi (M_{1}))=M\setminus M_{1}=M_{2}}.

## Folgerung
Aus dem Banachschen Abbildungssatz folgt unmittelbar das Cantor-Bernstein-Schröder-Theorem.

### Artikel und Originalarbeiten
- Stefan Banach: Un théorème sur les transformations biunivoques. In: Fundamenta Mathematicae. 6. Jahrgang, 1924, S. 236–239.
- Alfred Tarski: A lattice-theoretical fixpoint theorem and its applications. In: Pacific Journal of Mathematics. 5. Jahrgang, 1955, S. 285–309.
- Bronislaw Knaster: Un théorème sur les fonctions d’ensembles. In: Ann. Soc. Polon. Math. 6. Jahrgang, 1928, S. 133–134.

### Monographien
- Garrett Birkhoff: Lattice Theory. 3. Auflage. American Mathematical Society, Providence, Rhode Island 1979.
- Heinz Lüneburg: Kombinatorik. Birkhäuser Verlag, Basel u. a. 1971, ISBN 3-7643-0548-7.
- Heinz Lüneburg: Tools and Fundamental Constructions of Combinatorial Mathematics. BI Wissenschaftsverlag, Mannheim u. a. 1989, ISBN 3-411-03194-8.